# Kornhofspeicher

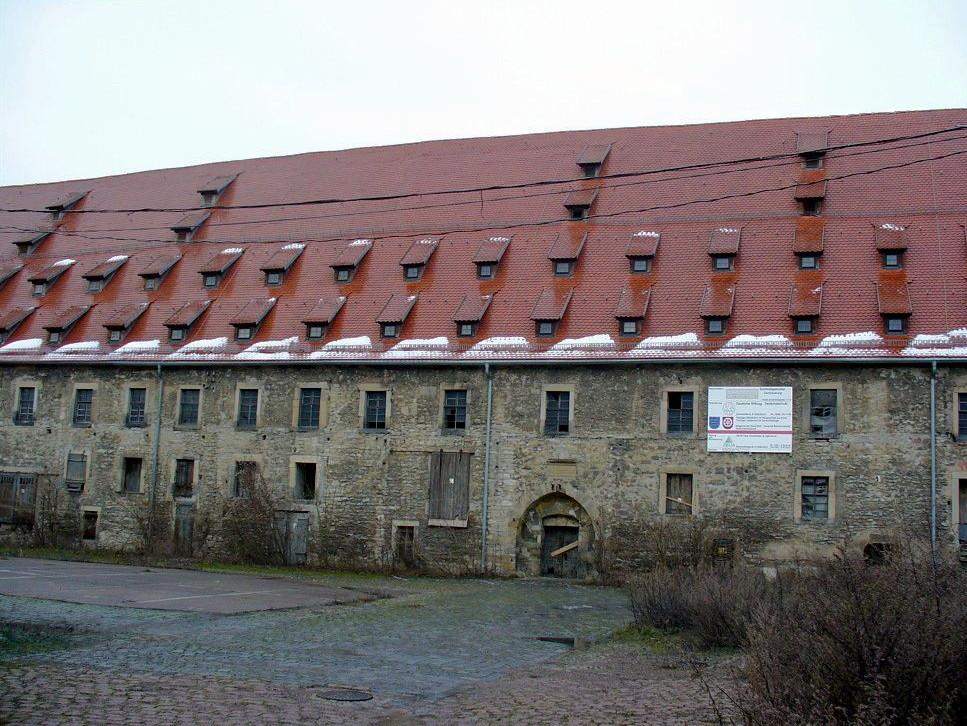
Kornhofspeicher (Dezember 2007)

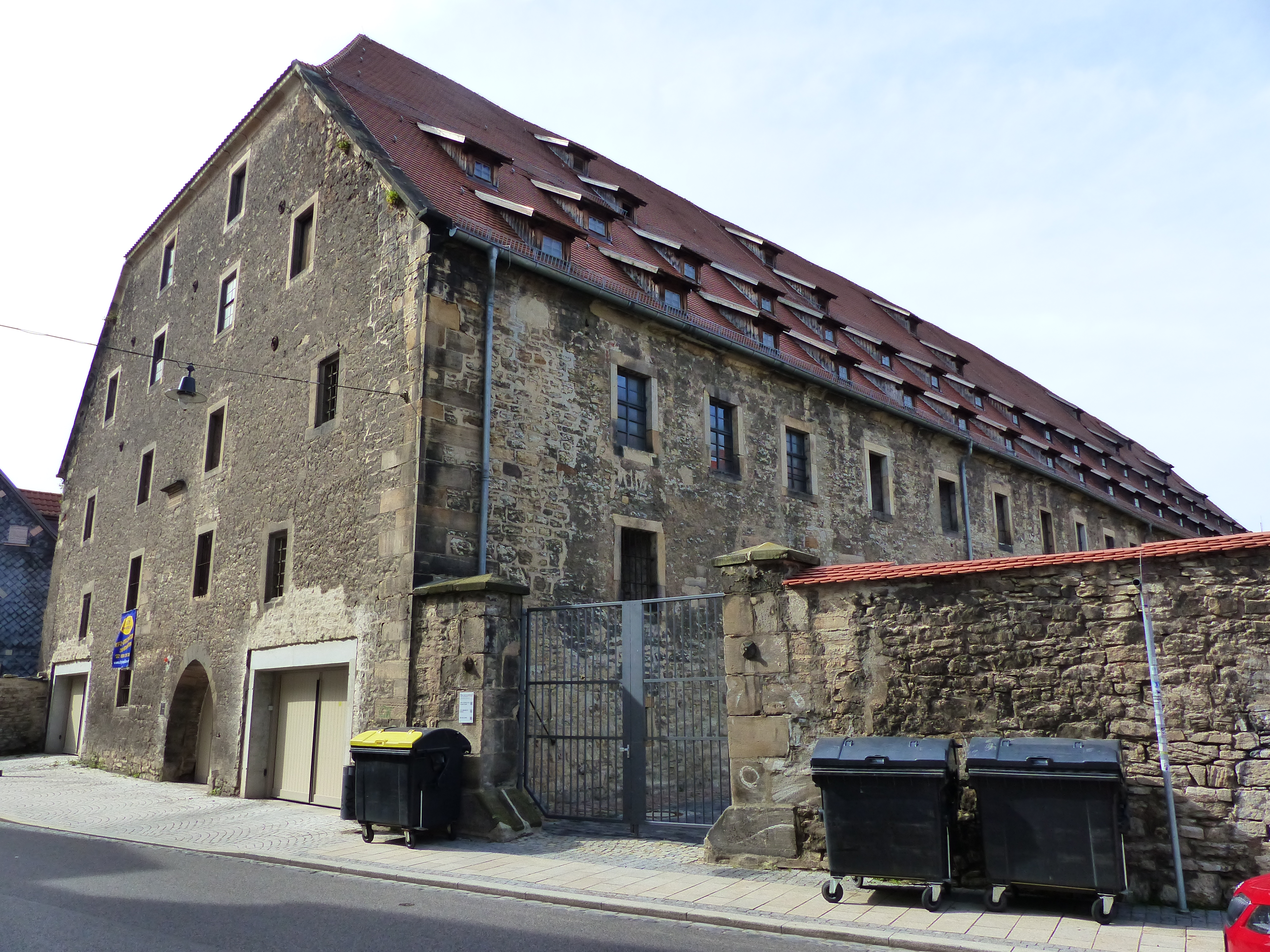
Kornhofspeicher (August 2014)

Der Städtische Kornhofspeicher ist ein ehemaliger Kornspeicher im Andreasviertel in der Erfurter Altstadt. Er steht in der Großen Ackerhofgasse mit dem Nordostgiebel an der Moritzstraße und ist einer der größten und besterhaltenen spätmittelalterlichen Kornspeicher und einer der bedeutendsten Profanbauten der Stadt. Errichtet wurde der Kornhofspeicher in den Jahren 1465 bis 1467 auf dem Gelände des ehemaligen jüdischen Friedhofs im Auftrag des Rates der Stadt und diente in der Folge zur Aufbewahrung des Zinsgetreides. Das Gebäude ist Kulturdenkmal, an der denkmalpflegerischen Sanierung beteiligte sich die Deutsche Stiftung Denkmalschutz finanziell.

## Errichtung
Bereits seit 1354 verfügte die Stadt Erfurt über ein städtisches Kornhaus, das sich auf einem den Johannitern gehörenden Gelände nahe der Nikolaikirche befand. Es wird vermutet, dass es daneben noch ein zweites, älteres Kornhaus gegeben haben muss. Erfurt erlebte im 15. Jahrhundert einen wirtschaftlichen Aufschwung, sodass die vorhandenen Speicherkapazitäten nicht mehr ausreichten, um die wachsende Stadtbevölkerung im Notfall ausreichend mit Getreide zu versorgen. Daher beschloss der Stadtrat 1465, einen weiteren Kornspeicher zu errichten und wählte als Standort den ehemaligen jüdischen Friedhof am Moritztor, der heutigen Moritzstraße. In den Jahren 1465 und 1466 wurde das Gebäude errichtet, 1467 in Betrieb genommen und 1469 endgültig fertiggestellt, die Baukosten beliefen sich auf etwa 4764 Schock. So gelang es, die Lagerkapazitäten für Brotgetreide von 4227 Malter (1429) auf 7139 Malter zu steigern.

## Beschreibung
Der Bau verfügt über drei Geschosse sowie ein viergeschossiges, mit Biberschwänzen gedecktes Krüppelwalmdach, unter dem das Innentragewerk mit einer vierschiffigen Holzkonstruktion fast vollständig original erhalten ist. Das langgezogene, annähernd rechtwinklige Gebäude von 83 Metern Länge und bis zu 25 Metern Breite erstreckt sich über 21 Fensterachsen und weist eine Grundfläche von annähernd 1800 Quadratmetern auf.

## Heutige Nutzung

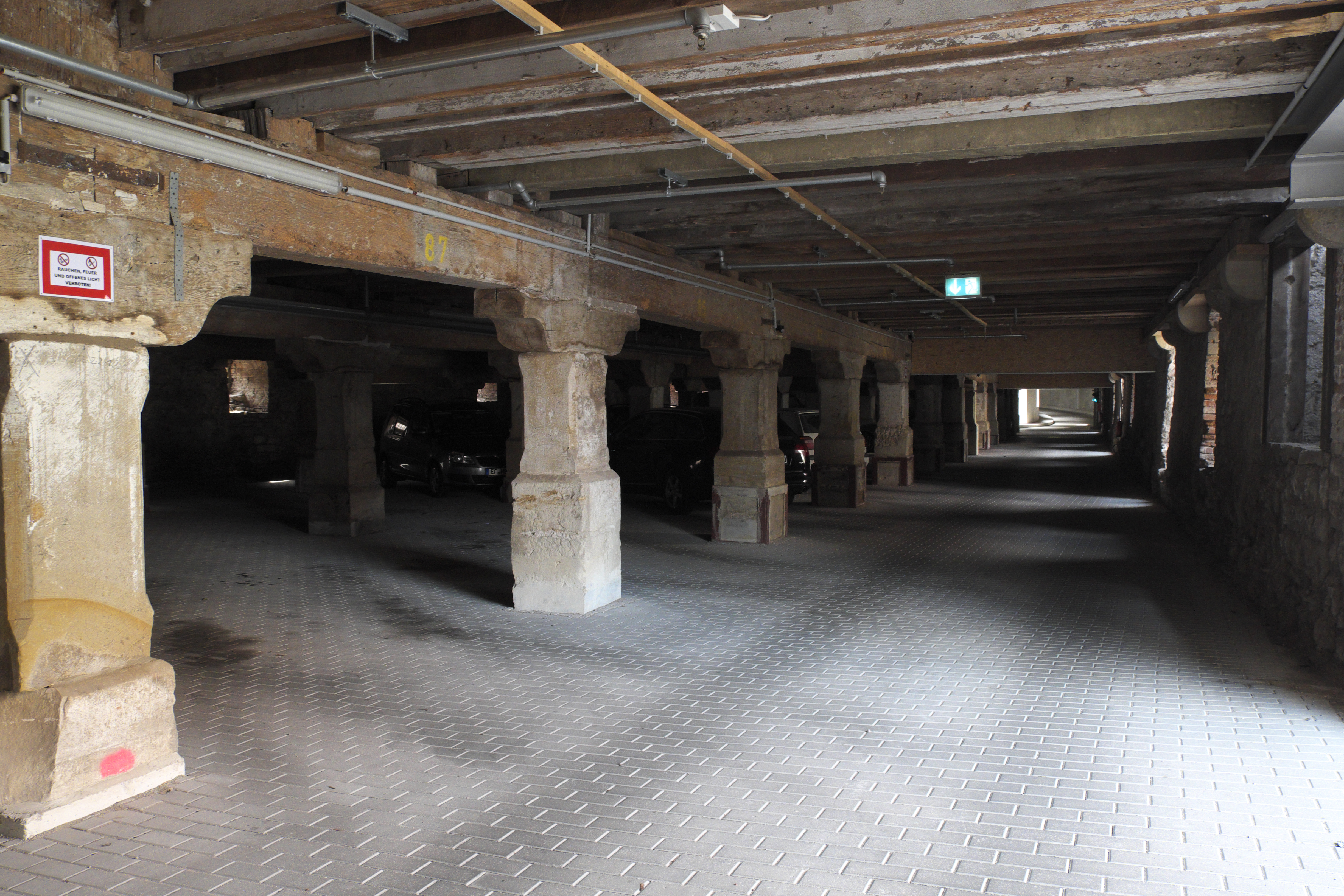
Innenansicht des Kornhofspeicher mit heutiger Nutzung als Parkhaus (2015)

Lange Zeit stand der Kornhofspeicher leer und mehrere Nutzungsideen wurden verworfen. Schließlich erwarb ein privater Investor das Areal, der den Speicher in ein Parkhaus mit 90 Stellplätzen umzubauen plante. Das äußere Erscheinungsbild des Speichers sollte erhalten bleiben und die Holzkonstruktion auch zukünftig vollständig sichtbar sein. Im Jahr 2009 ergab ein Holzschutzgutachten einen umfangreichen Befall durch den Holzwurm. Aus diesem Grunde fand im Mai 2010 eine Schädlingsbekämpfung statt, um das Bauwerk in seiner Substanz zu erhalten. Danach begann der geplante Ausbau zu einem Anwohnerparkhaus, der von einem Streit zwischen Investor und Anwohnern über die Art der Zufahrt zu den oberen Geschossen verzögert wurde. Dieser wurde in Übereinstimmung mit dem Denkmalschutz beigelegt und der Umbau im Frühjahr 2013 fortgesetzt. Seit 2014 wird das Gebäude als Parkhaus genutzt.

## Belege
1. ↑  Steffen Raßloff: Geschichte der Stadt Erfurt. Sutton Verlag, Erfurt 2012, ISBN 978-3-95400-044-9, S. 36.
2. ↑  Förderprojekt Kornhofspeicher. Deutsche Stiftung Denkmalschutz, abgerufen am 5. September 2013.
3. 1 2 3 4 5  Stefan Oehmig: Zur Getreide- und Brotversorgung der Stadt Erfurt. In: Ulman Weiß (Hrsg.): Erfurt 742-1992. Böhlau Verlag, Weimar 1992, ISBN 3-7400-0806-7, S. 205 ff.
4. ↑  Birgit Kummer: Schädlingsbekämpfung im Großen Kornhofspeicher beginnt. Thüringer Allgemeine, 4. Mai 2010, abgerufen am 5. September 2013.
5. ↑  Birgit Kummer: Streit um Zufahrt in den Kornhofspeicher von Erfurt. Thüringer Allgemeine, 8. September 2012, abgerufen am 5. September 2013.

Koordinaten: 50° 58′ 56″ N, 11° 1′ 24″ O